# Млинек (Стараховицький повіт)
Млинек (пол. Młynek) — село в Польщі, у гміні Броди Стараховицького повіту Свентокшиського воєводства.
Населення — 912 осіб (2011).
У 1975-1998 роках село належало до Келецького воєводства.

## Демографія
Демографічна структура на день 31 березня 2011 року:
|          | Загалом | Допрацездатний вік | Працездатний вік | Постпрацездатний вік |
| -------- | ------- | ------------------ | ---------------- | -------------------- |
| Чоловіки | 439     | 83                 | 309              | 47                   |
| Жінки    | 473     | 83                 | 273              | 117                  |
| Разом    | 912     | 166                | 582              | 164                  |